# Мошково-Никольское
Мошково-Никольское — село в Атюрьевском районе Республики Мордовия. Входит в состав Новочадовского сельского поселения.

## История
Основано после отмены крепостного права. В «Списке населённых мест Пензенской губернии за 1894» сельцо из 74 дворов входящая в состав Краснослободского уезда.

## Население
| 2002 | 2010 |
| ---- | ---- |
| 6    | ↘3   |

Национальный состав
Согласно результатам Всероссийской переписи населения 2002 года, в национальной структуре населения русские составляли 33 %, мордва — 67 %.